# Рекстон
Рекстон (англ. Rexton) — село в Канаді, у провінції Нью-Брансвік, у складі графства Кент.

## Населення
За даними перепису 2016 року, село нараховувало 830 осіб, показавши зростання на 1,5%, порівняно з 2011-м роком. Середня густина населення становила 134,4 осіб/км².
З офіційних мов обидвома одночасно володіли 420 жителів, тільки англійською — 365, тільки французькою — 10. Усього 15 осіб вважали рідною мовою не одну з офіційних, з них 5 — одну з корінних мов.
Працездатне населення становило 57,4% усього населення, рівень безробіття — 12,9%.
Середній дохід на особу становив $34 595 (медіана $27 904), при цьому для чоловіків — $41 410, а для жінок $28 658 (медіани — $32 704 та $24 619 відповідно).
31,8% мешканців мали закінчену шкільну освіту, не мали закінченої шкільної освіти — 23,6%, 45,3% мали післяшкільну освіту, з яких 38,8% мали диплом бакалавра, або вищий.
| Статево-вікова структура населення | Статево-вікова структура населення | Статево-вікова структура населення | Статево-вікова структура населення | Статево-вікова структура населення |
| ---------------------------------- | ---------------------------------- | ---------------------------------- | ---------------------------------- | ---------------------------------- |
|                                    |                                    |                                    |                                    |                                    |
| Всього                             | Всього                             | 47,6%52,4%                         |                                    |                                    |
| 0 — 14 років                       | 0 — 14 років                       |                                    | 11,5%                              | 11,5%                              |
| 15 — 64 років                      | 15 — 64 років                      |                                    | 60%                                | 60%                                |
| 65 і більше                        | 65 і більше                        |                                    | 28,5%                              | 28,5%                              |
| 85 і більше                        | 85 і більше                        |                                    | 4,8%                               | 4,8%                               |
| Середній вік (років)               | Середній вік (років)               | 47,049,7                           | 48,4                               | 48,4                               |
| Медіана (років)                    | Медіана (років)                    | 52,853,2                           | 53,0                               | 53,0                               |
| — чоловіки — жінки                 |                                    |                                    |                                    |                                    |

| Походження мешканців:     | Походження мешканців:     | Походження мешканців: | Походження мешканців: | Походження мешканців: |
| ------------------------- | ------------------------- | --------------------- | --------------------- | --------------------- |
| Походження                |                           |                       | осіб                  | %                     |
| Корінні американці        | Корінні американці        |                       | 135                   | 15.79%                |
| Інше північноамериканське | Інше північноамериканське |                       | 460                   | 53.8%                 |
| Європейське               | Європейське               |                       | 605                   | 70.76%                |
| британське                | британське                |                       | 455                   | 53.22%                |
| французьке                | французьке                |                       | 265                   | 30.99%                |
| Карибське                 | Карибське                 |                       | 15                    | 1.75%                 |
| Азійське                  | Азійське                  |                       | 10                    | 1.17%                 |

## Клімат
Громада знаходиться у зоні, котра характеризується вологим континентальним кліматом з теплим літом. Найтепліший місяць — липень із середньою температурою 19.4 °C (67 °F). Найхолодніший місяць — січень, із середньою температурою -9.1 °С (15.7 °F).
| Клімат Рекстона         | Клімат Рекстона | Клімат Рекстона | Клімат Рекстона | Клімат Рекстона | Клімат Рекстона | Клімат Рекстона | Клімат Рекстона | Клімат Рекстона | Клімат Рекстона | Клімат Рекстона | Клімат Рекстона | Клімат Рекстона | Клімат Рекстона |
| Показник                | Січ.            | Лют.            | Бер.            | Квіт.           | Трав.           | Черв.           | Лип.            | Серп.           | Вер.            | Жовт.           | Лист.           | Груд.           | Рік             |
| Абсолютний максимум, °C | 15              | 18,9            | 18,3            | 27,8            | 33,9            | 36,7            | 36,7            | 39,4            | 35              | 30              | 22,2            | 17,2            | 39,4            |
| Середній максимум, °C   | −3,8            | −2,3            | 2,3             | 8,1             | 15,9            | 21,8            | 25,3            | 24,8            | 20              | 13              | 5,9             | −0,5            | 10,9            |
| Середня температура, °C | −9,1            | −7,8            | −2,9            | 3,3             | 10,2            | 15,8            | 19,4            | 19              | 14,4            | 8,1             | 1,9             | −4,9            | 5,6             |
| Середній мінімум, °C    | −14,3           | −13,3           | −8              | −1,5            | 4,5             | 9,8             | 13,6            | 13,1            | 8,7             | 3,2             | −2,1            | −9,3            | 0,4             |
| Абсолютний мінімум, °C  | −39,4           | −36,7           | −32,8           | −17,2           | −8,3            | −2              | 1,7             | −1,7            | −5,6            | −13,9           | −21             | −31,1           | −39,4           |
| Норма опадів, мм        | 98.4            | 78              | 94.6            | 78.7            | 104             | 80.2            | 93.2            | 84.6            | 100.5           | 100.1           | 103.6           | 88.2            | 1103.9          |
| Днів з опадами          | 11,4            | 9,5             | 11,5            | 12,3            | 12,6            | 10,6            | 11,1            | 10,3            | 10              | 11,2            | 12,3            | 12,3            | 135             |
| Днів з дощем            | 2,9             | 3,2             | 5,4             | 9,2             | 12,2            | 10,2            | 10,2            | 9,6             | 9,7             | 10,3            | 10              | 4,8             | 97,7            |
| Днів зі снігом          | 8,2             | 7,5             | 7,1             | 3,7             | 0,1             | 0               | 0               | 0               | 0               | 0,2             | 3               | 7,9             | 37,8            |
| ----------------------- | --------------- | --------------- | --------------- | --------------- | --------------- | --------------- | --------------- | --------------- | --------------- | --------------- | --------------- | --------------- | --------------- |
| Джерело: Weatherbase    |                 |                 |                 |                 |                 |                 |                 |                 |                 |                 |                 |                 |                 |